# Maison de Bauffremont
La maison de Bauffremont est une famille de noblesse féodale, originaire de Lorraine, dont la filiation prouvée remonte à 1202. 
Elle porte les titres de prince du Saint-Empire (1623 et 1757) reconnu en France en 1757, prince de Listenois (autorisé en France  en 1762), comte de l'Empire français (1810), duc de Bauffremont (1818), duc d'Atrisco (Espagne 1905) et grand d'Espagne (2 fois) (1866). 
Ses membres furent titrés « cousin de l'Empereur » (1757) et « cousin du roi » (1759 et 1762) et reçus six fois aux honneurs de la Cour. Elle a donné quatre chevaliers de l'ordre de la Toison d'or, cinq chevaliers de l'ordre du Saint-Esprit, des maréchaux de Bourgogne, des officiers généraux, des présidents de la noblesse aux États généraux, des pairs de France, des évêques, des ambassadeurs, des gouverneurs de provinces.

## Histoire

### Origines
La maison de Bauffremont, qui est l'une des plus illustres et des plus anciennes familles de la noblesse française, a pour origine l'ancienne terre et baronnie de Beaufremont en Lorraine, située à onze kilomètres de Neufchâteau, dans le département des Vosges.
Son premier auteur connu Liébaud sire ou baron de Bauffremont donna son consentement à une donation faite par son frère Milon à l'abbaye de Saint-Evre, près de Château Salins. Un Liébaud de Bauffremont (peut-être le même) est mentionné dans un acte de 1157 avec sa femme Pétronille de Dasbourg. Hugues II, sire ou baron de Bauffremont, obtint de l'empereur Frédéric Barberousse un diplôme du 18 des calendes d'octobre 1168 portant confirmation du droit de faire battre monnaie dans son château de Bauffremont. Hugues et Liébaud de Bauffremont se croisèrent vers 1190.
La filiation paraît être établie depuis un Liébaud, baron de Bauffremont, mentionné dans des chartes à partir de 1202 et marié à Melvide de Vaudémont. Leur fils Pierre, baron de Bauffremont, vint se fixer en Bourgogne après son mariage vers 1220 avec Agnès de Vergy,.
Le père Perry, dans son Histoire de Châlons-sur-Saône (1659), donne une origine légendaire purement hypothétique à la maison de Bauffremont qu'il fait descendre d'un chef de Burgondes au Ve siècle, nommé Ennodius Vavrimont, dont il rapporte une longue série de descendants. Toute invraisemblable que soit cette opinion traditionnelle, elle contribue du moins à constater l'ancienneté de la maison de Bauffremont.
- Odon, sire de Bauffremont, premier membre connu, vivait au commencement du XIe siècle, et mit son château sous la sauvegarde de l'Empereur Henri II. Il jouissait du droit de battre monnaie et de plusieurs autres droits régaliens, qui prouvent quelle était déjà alors la grandeur de sa maison[5].
- Liébaut Ier, son fils, fut excommunié pour s'être emparé d'un domaine qui dépendait de sa seigneurie, mais qui avait été donné à l'abbaye de Saint-Michel. Après avoir reconnu la validité de la donation et restitué le bien usurpé, il fut relevé en 1115 de cette excommunication[5].
- Les empereurs d'Allemagne s'étaient, à cette époque, déclarés protecteurs des sires de Bauffremont. Frédéric Barberousse ratifia la sauvegarde accordée à Odon, et, par diplôme du 18 des calendes d'octobre 1168, confirma à Hugues, fils de Liébaut II, le droit de faire battre monnaie. Dans une charte datée du 5 des calendes de janvier 1182, Henri, duc de Bar, s'engage à ne point empiéter sur le territoire du sire de Bauffremont[5].
- Liébaut III, au mois de juin 1202, du consentement de sa femme et de son fils, reconnut avoir reçu en fief de Thibaud, comte de Bar, le château de Châles pour en jouir sa vie durant, à charge de servir le comte dans ses guerres contre tous, excepté le duc de Lorraine et les comtes de Champagne et de Bourgogne. Il existe un diplôme du 17 des calendes d'avril 1218, où l'Empereur Frédéric II lui accorde le titre de son cousin, et prend son castel sous sa protection[5].

### Château

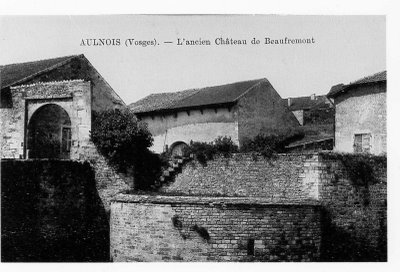
Ruines du château de Beaufremont au début du XXe siècle.

Bauffremont était autrefois défendu par un château entouré de fossés profonds et flanqué de 18 tours dont les murs avaient quatre à cinq mètres d'épaisseur. La demeure féodale, située entre Neufchâteau et Domrémy-la-Pucelle d'une part, Contrexéville et Vittel d'autre part, avait été élevée en un lieu stratégique : sur une imposante colline dominant l'immense panorama du pays entre Meuse et Moselle. Il semble qu'en 1030 – époque où vivait Eudes (ou Odon de Bauffremont) –, le château existe déjà avec un certain rayonnement.

## Généalogie
La filiation prouvée débute en 1202. Au XIIIe siècle, cette maison se divise en deux branches.
La branche aînée s'éteignit en 1415 lors de la bataille d'Azincourt, épisode sanglant au cours duquel père et fils périrent ensemble dans le parti français et continua en ligne féminine dans la maison de Valangin, issue de celle de Neuchâtel.
La branche cadette, établie en Bourgogne, hérita par alliance en 1527 avec la maison de Vienne des titres et bien de cette maison dont la seigneurie de Listenoy (Listenois) érigée en marquisat au début du XVIIe siècle; par alliance en 1588 avec la maison de Gorrevod, des terres de cette maison  dont la seigneurie  de Pont-de-Vaux érigée en comté  puis en duché en 1623 pour Charles-Emmanuel de Gorrevod (1569-1625) et des titres et bien de la maison princière de Courtenay par mariage en 1715 avec Hélène princesse de Courtenay, héritière de sa maison.
Première branche
- Odon de Bauffremont, sire de Bauffremont, né en 1035 et mort en 1092.
- Hugues Ier de Bauffremont, comte palatin, né en 1060 et mort en 1106. Il eut pour enfants Henri, Imier, Élisabeth et Liébaut I qui suit.
- Liébaut Ier de Bauffremont, baron de Bauffremont, né en 1085 et mort en 1140. Il épousa Jeanne d'Aspremont, fille de Guy, née en 1090. Il eut pour enfants Odon (abbé de Morimont), Biliharde (mariée avec Vencel de Chatenois), Rohilde et Liébaut II qui suit.
- fmg.ac: Lorraine, chapter 3 commence la généalogie prouvé avec le suivant : il serait utile de le consulter
- Liébaut II de Bauffremont, baron de Bauffremont, né en 1110 et mort en 1165. Il épousa Pétronille de Dagsbourg (fille d'Hugues VIII d'Eguisheim-Dabo ?), née en 1120. Il eut pour enfants Pierre (décédé en 1181), Wihard, Marguerite (mariée avec Liébaud de Gerbéviller), Marie (mariée avec Jean de Besange) et Hugues II qui suit.
- Hugues II de Bauffremont, baron de Bauffremont, né en 1140 et mort en 1196. Croisé en 1190. Il épousa Hadwide de Brixey Bourlémont, née en 1150 et morte en 1190. Il eut pour enfants Hugues (mort après 1199), Huart (mort avant 1197), Milon (mort en 1198), Simon (mort avant 1189), Hersende (mariée avec Philippe de Tilleux puis avec Simon de Paroye), Agnès, Hadwide (mariée avec Thierry de Louvigny) et Liébaut III qui suit.
- Liébaut III de Bauffremont, baron de Bauffremont, né en 1175 et mort en 1230. Croisé en 1190. Il épousa Melvide de Vaudémont, née en 1150, fille de Gérard II et de Gertrude de Joinville. Il eut pour enfants Isabelle (mariée avec Régnier II d’Aigremont), Pierre I qui suit, Huard I de Bauffremont-Bulgnéville, Hugues de Bauffremont-Couches, Jean de Bauffremont-Removille et Gaucher (né après 1203).
- Pierre Ier de Bauffremont, baron de Bauffremont, né en 1202 et mort en 1255. Il épousa Agnès de Vergy, née en 1215, fille de Guillaume Ier de Vergy et de Clémence de Fouvent. Il eut pour enfants Yolande (mariée avec Guillaume de Marigny), Héloïse, Liébaut IV qui suit, Pierre (né après 1235), Liébaut de Bauffremont-Landaville (marié avec Ne de Savigny).
- Liébaut IV de Bauffremont, baron de Bauffremont, né en 1235 et mort à Arras, le 18 août 1304, des suites de blessures reçues lors de la bataille de Pont-à-Vendin. Maréchal de Bourgogne. Il épousa en 1260 Adeline d’Epinal Ruppes, née en 1240 et morte en 1275, fille de Gautier. Il eut pour enfants Héloïse (mariée avec Jean d’Oiselet), Agnès (mariée avec Jean II de Poligny), Vautier qui suit, Pierre (né vers 1266), Jean (né vers 1267 et marié avec Clémence de Haucourt), Huard I de Bauffremont-Ruppes et Othon (né après 1268, mort avant 1320 et marié avec Jeanne, fille de Raald de Scey).
- Vautier de Bauffremont, baron de Bauffremont, né vers 1265 et mort en 1335. Il épousa Marguerite de Choiseul-Traves, dame de Scey. Il eut pour enfants Pierre, Laure (mariée avec Henri du Chatelet), Marguerite, Cunégonde (mariée avec Simon de Joinville), Agniel (mariée avec Rolet de Mons), Simon, Catherine (née en 1295, mariée avec Ferry III de Ludres), Liébaut V qui suit et Huard de Bauffremont Scey.
- Liébaut V de Bauffremont, baron de Bauffremont, né vers 1300 et mort en 1378. Il épousa en premières noces (en 1320) Béatrice de Vauvry puis en secondes noces (après 1323) Isabelle de Brixey-Bourlémont. Il eut pour enfants Philibert qui suit, Jean (né après 1322 et mort en 1381, marié avec Alix de Fontenoy dont une fille Marie née vers 1350 mariée à Jean II de Bouzey. Cette branche a de nombreux descendants encore aujourd'hui), Marguerite (née avant 1330, mariée avec Godemard du Fay, mariée avec Henri de Vienne).
- Philibert de Bauffremont, né vers 1340 et mort le 25 octobre 1415 avec son fils à Azincourt. Chambellan de Bourgogne. Il épousa en 1375 Agnès de Jonvelle, née en 1345 et morte en 1408, dame de Charny, fille de Philippe et de Guillemette de Charny. Il épousa après 1408 Catherine de Ludres. Il eut pour enfants Guillemette (mariée avec Pierre II de Bauffremont-Ruppes), Jean (né après 1375 et mort le 25 octobre 1415 à Azincourt, marié avec Marguerite de Charny), Isabelle (née après 1375, mariée avec Richard d’Oiselet), Pierre (né après 1376, chevalier de Saint Jean de Jérusalem), Marie (née en 1378, mariée avec Jacques de Vienne-Ruffey, fils de Guy et de Marie de Thoire-Villars) et Jeanne (née en 1380 et morte en 1417, mariée en 1407 avec Guillaume II de Neuchâtel-Valangin, par ce mariage la seigneurie de Bauffremont passait dans la maison de Valangin, issue de celle de Neuchâtel).

### Rameau de Sennecey
Issu de la branche aînée (Voir : Château de Sennecey-le-Grand et Liste des seigneurs de Sennecey)
- Jean de Bauffremont, (vers 1428 - 1480), baron de Sennecey, conseiller et chambellan de Philippe le Bon. Il est le fils de Gauthier II de Bauffremont-Ruppes et d'Agnès, fille de Jean de Cusance-Belvoir, et a pour ancêtre Liébaut IV de Bauffremont. Il épouse, en 1446, Clauda, fille de Jean II de Toulongeon, de qui il a Pierre[6].
- Pierre Ier de Bauffremont, (? - 16 mai 1505), baron de Sennecey et de Hauterive, chevalier de l'Ordre de la Toison d'or. Il épouse en premières noces sa cousine Anne de Bauffremont, dame de Bourbonne, en secondes noces il épouse Catherine de Dammartin, dame de Bellefonds, et en troisièmes noces il épouse Colette, fille de Jean Rolin seigneur de Beauchamp. De ces unions il a Françoise (issue du premier mariage, elle épouse en 1480 Bertrand de Livron), Geneviève (issue du premier mariage, elle épouse N... de Montmartin), Agnès (issue du premier mariage, elle épouse Marc de Toulongeon de qui elle a une fille qui épousera Claude de La Baume), Marguerite (issue du premier mariage, religieuse), Pierre II (issu du second mariage), Jeanne (issue du second mariage, elle épouse Jean de Lugny)[7].
- Pierre II de Bauffremont, (? - 1525), baron de Sennecey, seigneur de Soye. Il épouse Charlotte, fille de Jean d'Amboise et de Catherine de Saint-Belin, de qui il a Claude (? - Lyon 1540), Constance, dame de Janlis (elle épouse Claude de Tenarre), Françoise (elle épouse Edme de Malain), Catherine (abbesse de Sainte-Catherine d'Avignon puis de Tarascon et pour finir de Saint-Menoux en Bourbonnais), Anne (abbesse de Tarascon), Nicolas[8].
- Nicolas de Bauffremont, né en 1520 et mort en 1582, baron de Sennecey, gouverneur d'Auxonne[9], chevalier du Saint-Esprit, Grand-prévôt sous Charles IX, prit part aux massacres de la Saint-Barthélemy, aux batailles de Jarnac et de Moncontour, et fut orateur et président de la noblesse aux États de Blois (1576). Il épousa Denise Patarin dont il eut Claude qui suit et Georges de Bauffremont.
- Claude de Bauffremont, né en 1542 et mort en 1596, baron de Sennecey, bailli de Chalon, gouverneur d'Auxonne, président de la noblesse aux États généraux de Blois en 1588, époux de Marie de Brichanteau, ardent catholique et ligueur exalté il fut ambassadeur de la Ligue à Rome en 1594. Henri IV récompensant son retour à la cause royale, le fit lieutenant-général au gouvernement de Bourgogne (15 décembre 1595). C'est au château d'Auxonne qu'il mourut le 24 août 1596[10]. Il épousa Marie de Brichanteau dont il eut Henri qui suit.
- Henri de Bauffremont, marquis de Sennecey, seigneur d'Amillis et de Dagny, gouverneur d'Auxonne et président de la noblesse aux États généraux de 1614 (on a conservé de lui quelques harangues). Lieutenant général de Bourgogne et du Mâconnais, maréchal de camp, chevalier des ordres du roi, il fut chargé de l'ambassade d'Espagne pour le mariage du roi Louis XIII avec Anne d'Autriche. Mort à Lyon en 1622 d'une blessure reçue au siège de Royan contre les Huguenots[10].
- Charles-Roger de Bauffremont, (? - 18 mars 1641), marquis de Sennecey, gouverneur d'Auxonne et de Mâcon, mort sans alliance c'est son frère Louis qui hérite de ses biens[11].
- Louis de Bauffremont, (? - 6 juillet 1641), comte de Randan, marquis de Sennecey, mort sans alliance c'est sa sœur Marie-Claire qui recueille sa succession[12].

### Branche de Scey-sur-Saône
- Huard de Bauffremont, né en 1330 et mort en 1380, seigneur de Scey et Ligneville, fils de Vautier, baron de Bauffremont (1278-1335) et de Marguerite de Choiseul. Il épousa Anne de Ville (décédée après 1360) puis, après 1360, Marie de Saint-Loup. Il eut pour enfants Érard, Pierre (chevalier de Rhodes, grand prieur de France), Liébaud (marié avec Jeanne de Neufchatel, décédé en 1383), Vautier (marié avec Jeanne de Berwart, seigneur de Ville et Fontoy), Agnès (mariée avec Robert Morlet), Henri qui suit, Philibert (né après 1361 et décédé en 1397) et Anne (née après 1361, mariée avec Hugues Le Borgne de Saulx).
- Henri de Bauffremont, baron de Scey, né en 1360. Chambellan du duc de Bourgogne. Il épousa en 1383 Jeanne de Vergy, née en 1360, décédée en 1410, dame de Mirebeau et Charny, fille de Guillaume et d'Agnès de Jonvelle. Il eut pour enfants Jeanne (mariée avec Thomas de Perrigny puis Jean de Chandio), Marie, Guillaume I qui suit, Pierre de Bauffremont, Jean (seigneur de Mirebeau, né après 1400, marié avec Marguerite de Chalon Orange, mort en 1462) et Érard (né après 1401).
- Guillaume I de Bauffremont, baron de Scey, mort en 1474. Il épousa en 1435 Jeanne de Villersexel, morte en 1460, dame de Sombernon, fille de Guillaume et de Catherine de Bourgogne-Sombernon. Il eut pour enfants Charles qui suit, Pierre (né après 1440, marié en 1480 avec Charlotte de Mauvilly, mort en 1504), Antoine (né après 1440), Pierre (né après 1440, marié en 1476 avec Catherine de La Palu, mort en 1489 à Rhodes), Guillaume (né après 1440, marié avec Bonne de Saint Julien), Claudine (née après 1440) et Marguerite (née après 1440).
- Charles de Bauffremont, baron de Scey, né en 1440 et mort le 7 avril 1513, seigneur de Sombernon, Clervaux, Malain, Grosbois, La Rochette, Remilly, Châtel-de-Joux. Il porta le dais pour l'entrée de Charles le Téméraire à Dijon le 23 janvier 1474. Chevalier de Saint Georges en 1505. Il épousa en 1479 Antoinette Pot, fille de Jacques et de Marguerite de Courtejambles, puis, en 1503, Charlotte de Longwy, née en 1480, fille de Philippe et de Jeanne de Bauffremont-Charny. Il eut pour enfant Claude qui suit.
- Claude de Bauffremont, baron de Scey, né en 1506 et mort en 1536. Il épousa en 1527 Jeanne de Vienne-Roulans-Listenois, née en 1500, dame de Listenois, fille de François et de Bénigne de Grandson. Il eut pour enfants Claudine (mariée en 1546 avec François de Pérusse, comte des Cars, morte en 1595), Antoine (né en 1529), Bénigne (née en 1530), Antoine qui suit, Claude (né en 1532 et mort en 1593) et Jean (né en 1533, marié en 1559 avec Anne de Poupet, marié en 1564 avec Béatrix de Pontailler, mort en 1606).
- Antoine de Bauffremont, marquis d'Arc-en-Barrois, chevalier du Saint-Esprit, né en 1531 et mort en 1606. Il épousa en 1553 Anne de Clermont d'Amboise. Sans postérité masculine.
- Guillaume II de Bauffremont, neveu du précédent, baron de Scey et de Sombernon, né en 1566 et mort en 1599. Il épousa en 1588 Claudine de Villelume, marquise de Meximeux, vicomtesse de Marigny, née en 1560 et morte en 1628, apparentée aux Gorrevod ci-dessous (d'où l'héritage de 1681/1686). Il eut pour enfant Claude qui suit.
- Claude de Bauffremont, marquis de Meximeux, né en 1590 et mort en 1660. Il épousa Marguerite de Poligny. Il eut pour enfants : Claude François, Béatrice et Charles Louis qui suit.
- Charles Louis de Bauffremont, marquis de Listenois et Meximeux, né en 1614 et mort en 1682. Il épousa Marie Louise de Bauffremont, marquise de Listenois, sa tante. Il eut pour enfants Ferdinand (marquis de Listenois), Claude (grand bailli d'Aval), Claude Thérèse, Dorothée, Desle, Jean Baptiste (abbé de Luxeuil), Pierre qui suit et Charles Emmanuel (abbé de Luxeuil).
- Pierre de Bauffremont, né en 1662 et mort en 1685. Il épousa en 1681 Marie des Barres, marquise de Mirebeau. Il eut pour enfants : Jacques Antoine (marquis de Listenois) et Louis Bénigne qui suit.
- Louis Bénigne de Bauffremont, né en 1685 et mort en 1755, chevalier de la Toison d'or (Esp.) en 1711 et chevalier de Saint Louis en 1715. Il (ou plutôt son père) acquit en 1686 après la mort en 1681 du dernier des Gorrevod, Philippe-Eugène, marquis de Marnay, duc de Pont-de-Vaux, prince du Saint-Empire, les biens et titres de cette famille. Lieutenant général des armées, maréchal de camp. Marquis de Bauffremont, de Listenois, de Clairvaux, de Marnay, vicomte de Marigny, seigneur de Mirebeau. Il épousa le 5 mars 1712 Hélène de Courtenay dernière descendante de la maison capétienne de Courtenay après la mort de son frère. Comme le constate Saint-Simon, « cette Maison de Courtenay s'est éteinte, vraiment et légitimement de la Maison royale, sans avoir pu jamais être reconnue quoiqu'elle n'en doutât pas, ni le feu Roi non plus. » Il eut pour enfants Louis qui suit, Charles Roger, Joseph qui suit (après son frère) et Pierre.
- Louis de Bauffremont, marquis puis prince de Bauffremont, né en 1712 et mort en 1769. Il épousa en 1735 Marie France de Tenarre, duchesse d'Atri. Il eut pour enfant Louise Bénigne.
- Joseph de Bauffremont, né en 1714 et mort en 1781, vice-amiral, Fürst (prince avec toute sa descendance) du Saint-Empire 1757 Vienne. Il épousa en 1762 Louise Bénigne de Bauffremont, sa nièce. Il eut pour enfants Joseph Henri, Alexandre qui suit, Hélène, Adélaïde et Hortense.
- Alexandre de Bauffremont, né en 1773 et mort en 1833, prince de Bauffremont, marquis de Bauffremont et de Listenois, pair de France en 1787, duc et pair en 1818, chevalier de Saint-Louis, émigra à Coblence mais se rallia à Napoléon Ier qui le fit comte d'Empire. Il épousa en 1787 Pauline de Quélen de La Vauguyon, née en 1771 et morte en 1847, fille de Paul François de Quelen, duc de La Vauguyon, prince de Carency, et d'Antoinette de Pons de Roquefort. Il eut pour enfants Alphonse qui suit et Théodore.
- Alphonse de Bauffremont, fils du précédent, né en 1792 et mort en 1860, duc de Bauffremont, prince de Bauffremont, pair de France, prince de Carency, chevalier de Saint-Louis, fut créé comte par Napoléon et devint aide de camp de Murat. Il se distingua à la bataille de la Moskowa, ainsi que dans la campagne de Saxe en 1813. Pendant les Cent-Jours, il fut chargé par Murat d'apporter à Napoléon des dépêches confidentielles. Comme il revenait en Italie, la police autrichienne l'arrêta et l'envoya à Paris. Plus tard, il prit quelque temps du service dans l'armée russe. Un décret du 26 janvier 1852 l'appela à siéger au Sénat. Il y vota notamment pour la loi dite de sûreté générale. Il épousa en 1822 Catherine Moncada, princesse de Materna, née en 1795 et morte en 1878, fille Jean Louis Moncada, prince de Paterno et de Jeanne des Baux. Il eut pour enfants Roger qui suit et Paul qui suit (après son frère).
- Roger de Bauffremont, fils du précédent, né en 1823 et mort en 1891, duc de Bauffremont, « prince de Bauffremont », prince de Carency. Il épousa en 1849 Laure Leroux, née en 1832 et morte en 1917, fille d'Eugène et de Héloïse Bourg de Bossi ; fondatrice de la congrégation des franciscaines missionnaires du Sacré Cœur le 21 avril 1861, elle devint mère Marie Joseph de Jésus Hostie.
- Paul de Bauffremont, frère du précédent, né en 1827 et mort en 1893, duc de Bauffremont, « prince de Bauffremont ». Colonel au 1er Hussard puis général de brigade. Il épousa en 1861 Valentine de Riquet de Caraman-Chimay (1839-1914), fille de Joseph de Riquet de Caraman-Chimay, prince de Chimay, et d'Émilie Pellapra. Après un divorce qui fit école, elle épousa le prince Georges Bibesco.
- Gontran de Bauffremont, né en 1822 et mort en 1897, cousin germain du précédent (fils de Théodore frère d'Alphonse et de Laurence de Montmorency), duc de Bauffremont, « prince de Bauffremont », prince de Carency. Grand Croix de l'ordre Charles III d'Espagne. Il épousa en 1842 Noémie d'Aubusson de La Feuillade, née en 1826 et morte en 1904, fille d'Augustin Pierre, comte de La Feuillade, et de Blanche Rouillé du Coudray.
- Eugène de Bauffremont, fils du précédent, né en 1843 et mort en 1917, duc de Bauffremont, « prince de Bauffremont », prince de Carency, duc d'Atrisco. Grand Croix de l'ordre d'Isabelle la Catholique, Grand Croix de l’ordre des Saints-Maurice-et-Lazare. Grand ami de la littérature mauricienne au début du XXe siècle, publie (ou son fils ?) dans la capitale française un hommage à Léoville L'Homme, poète de l'île Maurice. Les lettres françaises à l'île Maurice, paraissent aux éditions de la Pensée française à Paris, avec une préface du prince de Bauffremont, futur biographe de Léoville L'Homme. Il épousa en 1865 Maria Cristina Osorio de Moscoso de Bourbon, née en 1850 et morte en 1904, duchesse d'Atrisco, dixième marquise de Leganes, marquise de Morata de la Vega, grande d'Espagne de 1re classe, fille de José María Osorio de Moscoso, comte de Trastámara, seizième comte d'Altamira, seizième duc de Maqueda, sixième duc de Montemar, huitième duc d'Atrisco, dix-huitième marquis d'Astorga,  quinzième comte de Cabra, chevalier de la Toison d'or, et de Luisa Teresa de Borbón, infante d'Espagne.
- Théodore de Bauffremont, fils du précédent, né en 1879 et mort en 1945, duc de Bauffremont, « prince de Bauffremont ». Il épousa en 1907 Thérèse Chevrier. Il reçut en 1940 la grand-croix de Justice de l'ordre militaire et hospitalier de Saint-Lazare.
- Jacques de Bauffremont, fils du précédent, né le 6 février 1922, mort le 9 janvier 2020, duc de Bauffremont, « prince de Bauffremont ». Bailly grand-croix de Justice de l'ordre dynastique constantinien de Saint-Georges (1976). Il épousa en 1943 Sybille de Chabannes, née en 1922 et morte en 2005, fille de Gabriel de Chabannes et de Mahaut de Béthune-Sully. Sa sœur, Anne (1er avril 1919 - 15 février 1945), résistante, fut déportée et mourut au camp de Ravensbrück. Sa sœur, Claude (30 juin 1912-14 juin 1997), fut surintendante de la Maison d'éducation de la Légion d'honneur.
- Charles-Emmanuel de Bauffremont, fils du précédent, né le 2 février 1946, duc de Bauffremont,  prince de Bauffremont, chevalier d'honneur et de dévotion de l'Ordre Souverain militaire hospitalier de Saint Jean de Jérusalem, de Rodhes et de Malte,  épousa en 1971 Blanche de Chabannes, née en 1947 et morte en 2019, fille de Michel de Chabannes et de Marie-Anne d'Harcourt.
- Hugues de Bauffremont, fils du précédent, né le 20 mars 1972, prince de Bauffremont-Courtenay. Chevalier d'honneur et dévotion de l'Ordre Souverain militaire hospitalier de Saint Jean de Jérusalem, de Rodhes et de Malte. Il épousa en 1998 Solenne du Breil de Pontbriand, née en 1972.
- Alexandre de Bauffremont, fils du précédent, né le 02 décembre 2004, prince de Bauffremont-Courtenay.

## Bauffremont Dragons
Créé en 1673, Bauffremont Dragons — « le plus ancien régiment de gentilshommes » d'après les mémoires du marquis de Dangeau — fut commandé pendant un siècle — jusqu'en 1773 — par des officiers appartenant à la maison de Bauffremont — sauf entre 1685 et 1699 où furent successivement colonels Jean Ferdinand, comte de Grammont (le 30 août 1685), puis Jean du Mas, vicomte de Payzac, frère cadet du marquis de Payzac (le 3 janvier 1696). Bauffremont Dragons devint ensuite Lorraine Dragons, puis 9e régiment de dragons (unité dissoute vers 1945).[réf. nécessaire]

## Titres et possessions
Titres portés,,.
- Sire et baron de Bauffremont (1090 à 1100);
- Sire de Bulgnéville, sire de Ruppes. Seigneur de Montfort par mariage avec la famille de Charny;
- Baron de Sombernon. Sire de Jonvelle. Seigneur de Clairvaux. Seigneur de Valangin. Baron de Scey-sur-Saône;
- Acquisition (par mariage en 1527 et par substitution en 1536) des titres et biens de la Maison de Vienne-Listenois;
- Marquis d’Arc-en-Barrois devenue Listenois en 1578;
- Acquisition par mariage en 1588 et par substitution en 1638 des titres de marquis de Meximeux et vicomte de Marigny;
- Marquis de Sennecey (1615)
- Acquisition par substitution en 1527 et investiture en 1712 de l’héritage de la maison de Gorrevod avec les titres de  vicomte de Salins, marquis de Marnay (1600), prince du Saint-Empire (1623), de comte (1521) et duc (1628) de Pont-de-Vaux ;
- Acquisition par héritage des titres et des biens de la maison capétienne de Courtenay, à la suite du décès le 29 juin 1768 d'Hélène de Courtenay (1689-1768), marquise de Bauffremont, nièce du dernier descendant mâle, Louis-Charles de Courtenay (1640-1723) ;
- Prince du Saint-Empire en 1757 (comme héritiers de la maison de Gorrevod éteinte en 1681), avec qualification de « très chers et très aimés cousins de l’Empereur » pour tous les descendants et reconnaissance de ce titre en France en  (1757).
- Prince de Listenois (1762)
- Duc de Bauffremont et Pair de France (1787) régularisé en 1818.
- Comte de l'Empire français (1810).
- 1824 : Prince de Carency : Le titre est porté en dernier lieu dans la maison de Quélen de La Vauguyon par Paul-François de Quélen de La Vauguyon (1768-1824) avant de passer ensuite par primogéniture mâle au fils aîné de sa sœur cadette Marie-Antoinette Pauline de Quélen de La Vauguyon, c'est-à-dire à Alphonse de Bauffremont, premier duc de Bauffremont.
- Appellation de « cousin du Roi » (France, primogéniture, (1759 et 1762) : Cette appellation était réservée aux très rares familles nobles ayant une alliance avec la maison de France.
- Titres espagnols de duc de Atrisco, marques de Leganés, marques de Morata de la Vega, deux fois Grand d'Espagne de première classe, par mariage en 1865 avec María Cristina Osorio de Moscoso y Borbón (petite-fille de l’infant François-de-Paule d’Espagne).
- Confirmation en Italie du titre de comte de Pont-de-Vaux (1902).

## Armoiries, cris
Les premières armoiries de la famille de Bauffremont avaient pour définition héraldique : « Vairé d'or et de gueules ». Puis, au fil des siècles et des alliances, celles-ci se compliquèrent par association avec d'autres écus pour devenir :
- écartelé : au I et IV contre-écartelé
- au 1 vairé d'or et de gueules (Bauffremont)
- au 2 de gueules à l'aigle d'or (Vienne), chargé sur son estomac d'un écusson de sable à trois têtes de léopard d'argent (Listenois)
- au 3 d'azur à 10 besants d'argent (Villelume)
- au 4 d'azur au chevron d'or (Gorrevod),
- au II et III contre écartelé
- au 1 et 4 d'azur à 3 fleurs de lis à la bordure engrelée de gueules (Courtenay moderne)
- au 2 et 3 d'or à 3 tourteaux de gueules (Courtenay ancien)

| Figure | Autres membres de la famille et blasonnement |
|        | Huart de Bauffremont, présent au Tournoi de Chauvency, Vairé d'or et de gueules à la cotice de sable. |
|        | Pierre de Bauffremont, présent au Tournoi de Chauvency, Vairé d'or et de gueules à la cotice d'azur. |
|        | Antoine de Bauffremont (1531-1605), Marquis de Listenois et d'Arc, Duc de Bauffremont, Seigneur et Baron de Sombernon, de Malain, de Rémilly, du Trembloy, de Moté, de Chancey...Chevalier du Saint-Esprit (reçu le 31 décembre 1585), Écartelé: aux 1 et 4, vairé d'or et de gueules (Bauffremont) ; aux 2 et 3, de gueules, à l'aigle d'or (Vienne). Sur le tout de sable à trois têtes de léopard d'argent (Aycelin-Listenois). Bourlet d'or et de gueules. |

Cimier : une double fleurde lys. Alias un flacon en forme de bouleaux armes de Bauffremont posé entre deux cornes de buffle d'or et sommé d'un panache de plumes d'autruche d'argent qui sortent de soncol. Alias une tête de licorne d'argent accornée, crinée et bardée d'or, qui est de Gorrevod.
Cri de guerre Bauffremont au premier chrétien.
Adage : Les Bauffremont, les bons barons.

## Pour approfondir